# 松平正次
松平 正次（まつだいら まさつぐ）は、安土桃山時代から江戸時代前期にかけての武将。宮石松平家6代。

## 経歴
松平康次の次男として生まれる。徳川家康に仕えて大番を務め、慶長5年（1600年）の関ヶ原の戦いにも供奉した。その後徳川秀忠に仕え、大坂の陣にも付き従った。元和元年（1615年）に父・康次の遺跡を継ぎ、その後大番組頭となる。寛永11年（1634年）3月23日、武蔵国豊島郡王子村の権現社造営の奉行を務める。寛永14年（1637年）9月19日、54歳で死去。

## 系譜
- 父：松平康次
- 母：奥平貞勝の娘
- 正室：水野近信の娘
  - 長男：松平正成
  - 次男：松平正茂
  - 四男：松平正友
- 生母不明の子女
  - 長女：小林信吉室
  - 次女：飯島弥左衛門室
  - 三男：松平正直
  - 三女：内藤政房室